# Frontière entre la Slovaquie et l'Ukraine
La frontière entre la Slovaquie et l'Ukraine est une frontière terrestre et internationalement établie séparant la République slovaque de l'Ukraine. C'est l'une des frontières extérieures de l'espace Schengen.

## Histoire
Le tracé de cette frontière date de 1945 et séparait alors la Tchécoslovaquie de la République socialiste soviétique d'Ukraine, une des composantes de l'Union des républiques socialistes soviétiques. Puis en 1991, l'Union soviétique fait place en tant que voisine de la Tchécoslovaquie à une Ukraine indépendante et, en 1993, c'est la fin de la République fédérale tchèque et slovaque (qui avait succédé en 1990 à la République socialiste tchécoslovaque) : la Slovaquie et la Tchéquie se séparent, devenant deux pays distincts et indépendants. Cette frontière devient alors celle entre la Slovaquie et l'Ukraine.
En 1946, cette frontière a coupé le village de Slemence en deux parties : Veľké Slemence resté en Tchécoslovaquie et Mali Selmentsi attribué à l'Union soviétique. Un poste frontière a été ouvert le 23 décembre 2005 pour les piétons et cyclistes.
Le film documentaire Hranica réalisé par le slovaque Jaroslav Vojtek a été tourné sur ce sujet et a reçu le prix du meilleur film documentaire d'Europe centrale et de l'est en 2009.

## Caractéristiques
L'extrémité nord est le tripoint avec la Pologne  et sud avec la Hongrie

## Passages

### Points de passage routiers
- Ubľa
- Vyšné Nemecké - Oujhorod

### Points de passage ferroviaires
Il y a trois points de passage ferroviaires entre la Slovaquie et l'Ukraine.
| Code UIC | Gare ukrainienne | Opérateur | Ligne slovaque | Gare slovaque    | Opérateur | Remarques                                                                                                 |
| -------- | ---------------- | --------- | -------------- | ---------------- | --------- | --- |
| 950      | Čop              | UZ        | 190            | Čierna nad Tisou | ŽSR       | Double voie électrifiée 3 000 V CC (une voie à écartement standard, une voie à écartement large 1 520 mm) |
| 952      | Uschhorod III    | UZ        | 195            | Veľké Kapušany   | ŽSR       | Voie unique électrifiée 3 000 V CC (écartement standard)                                                  |
| 954      | Uschhorod II     | UZ        | 500            | Matovce          | ŽSR       | Voie unique électrifiée 3 000 V CC (écartement large 1 520 mm)                                            |

### Poste frontière ouvert uniquement aux piétons et cyclistes

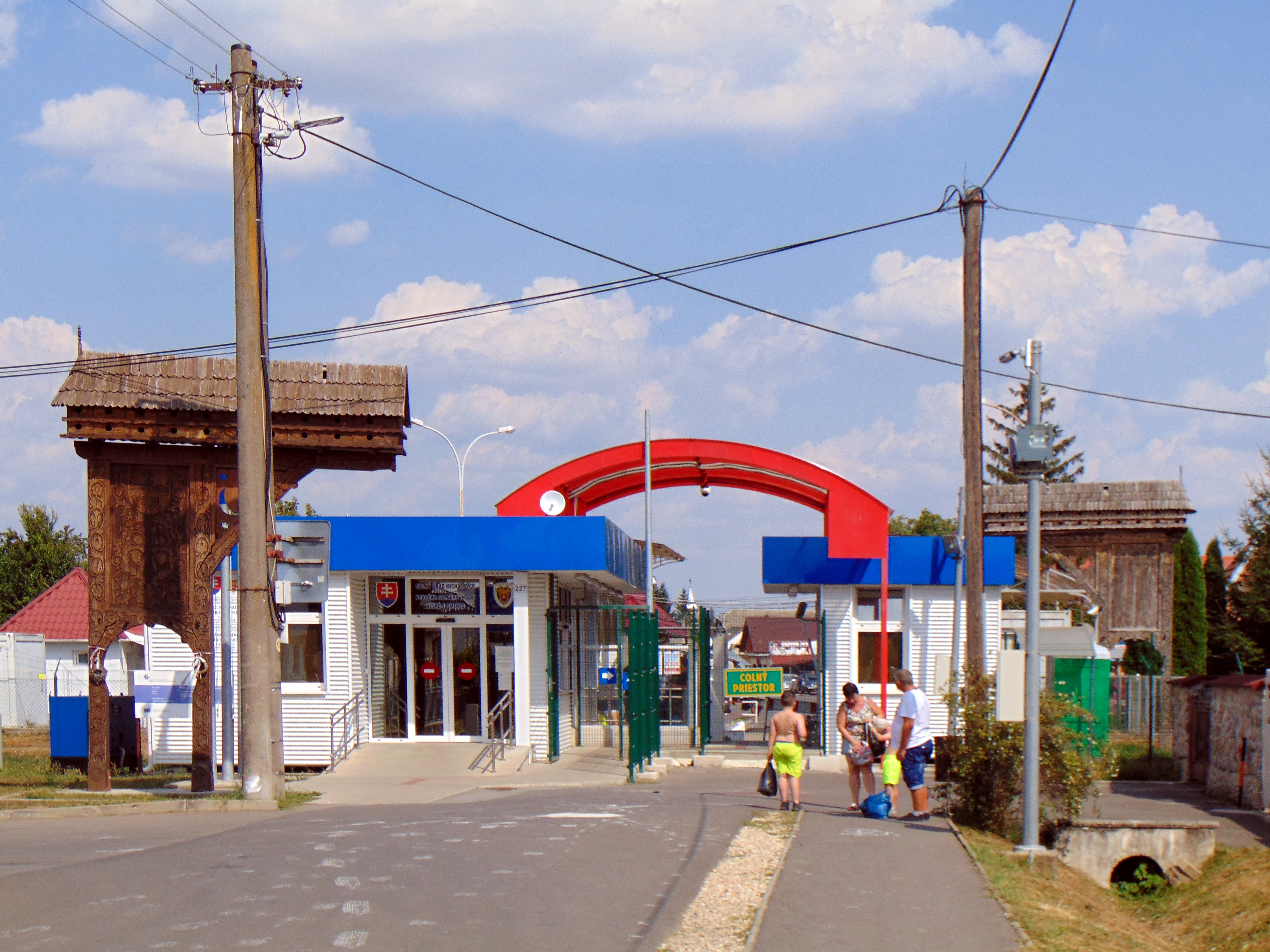
Le poste-frontière de Veľké Slemence.

- Veľké Slemence - Mali Selmentsi